# Bulat-Pestivien
Bulat-Pestivien è un comune francese di 478 abitanti situato nel dipartimento delle Côtes-d'Armor nella regione della Bretagna.

## Società

### Evoluzione demografica
Abitanti censiti